# 鈴木清 (立川市長)
鈴木 清 (すずき きよし、1904年〈明治37年〉4月26日 - 1996年〈平成8年〉12月28日)は、東京都立川市長（1期）。

## 概要
1904年、現在の茨城県東茨城郡大洗町に生まれる。立川市収入役を経て、1967年、立川市長桜井三男が亡くなったため、立川市長選挙に立候補し、当選する。
市長就任後は立川市の人口が10万人を突破。市内の小学校の開校が相次ぎ、給食調理センターも設置された。市の人口増加により市役所の窓口業務は拡大され、職員も増やした。また、市役所第二庁舎も建設された。その一方で市の福祉会館の2階を心身障害児通園施設とし、独居老人への訪問制度を発足させ、公民館も完成した。
市長を1期4年務めた後、引退した。1996年に92歳で死去した。